# 보리슬라브 츠베트코비치
보리슬라브 츠베트코비치(세르비아어: Борислав Цветковић, SR 크로아티아 칼로바츠 ~)는 세르비아의 전직 축구 선수이자 감독이다. 그는 디나모 시절에 전설적인 스포츠 해설자 이반 토미치가 "코라나의 사슴"(Lane sa Korane)으로 수식하기도 했다. 베오그라드로 둥지를 옮긴 후, 토미치는 그의 별명을 "마라카나의 암사슴"(Lane sa Marakane)으로 바꾸어 불렀는데, 마라카나는 츠르베나 즈베즈다 경기장의 별칭이었다.

## 클럽 경력
현역 시절, 츠베트코비치는 디나보 자그레브, 츠르베나 즈베즈다, 아스콜리, 마체라테세, 카세르타나, 그리고 보라츠 차차크에서 활약했다.

## 국가대표팀 경력
그는 1983년 6월에 루마니아와의 친선경깅에서 30분에 밀로시 셰스티치와 교체되어 들어가 첫 유고슬라비아 국가대표팀 경기를 치렀고, 국가대표팀 경기에 총 11번 출전해 1골을 기록했다. 그는 유로 1984에 참가했다. 그의 마지막 국가대표팀 경기는 1988년 11월에 열린 프랑스와의 1990년 월드컵 예선전 경기였다.

## 감독 경력
츠베트코비치는 전 소속 구단인 츠르베나 즈베즈다의 위성 구단인 소포트를 지도했다. 그는 오빌리치를 단기간 일하기도 했고, 세르비아 U-21 국가대표팀에서 드라간 오쿠카 감독을 보좌하기도 했다.

## 개인사
보로는 고 즈베즈단 츠베트코비치의 남동생인데, 즈베즈단 츠베트코비치는 보라츠 바냐 루카의 감독을 역임했다.